# کلات (تنگستان)
کلات، روستایی از توابع بخش دلوار در شهرستان تنگستان استان بوشهر ایران است. این روستا از غرب به دریای خلیج فارس از شرق به کوه‌های مند از جنوب به روستای هدکان از شمال به روستای کری ختم می‌شود.

## جمعیت
این روستا در دهستان بوالخیر قرار داشته و بر اساس سرشماری رسمی ایران، در سال ۱۳۹۵ جمعیت آن ۴۱۲ نفر می‌باشد بر همین اساس در سال ۱۳۹۰ جمعیت آن ۳۹۰نفر (۹۸خانوار) و در سال ۱۳۸۵ جمعیت آن ۳۶۹نفر (۷۹خانوار، ۱۸۵ مرد و ۱۸۴ زن) بوده‌است.

## معرفی روستا
کلات روستایی با قدمتی دیرینه است. فاصله روستا تا مرکز استان بوشهر حدود ۷۵ کیلومتر می‌باشد. گویش مردمان این روستا گویش دشتی یا دشتیاتی است و تمام اهالی شیعه مذهبند. آب و هوای این منطقه گرم و مرطوب می‌باشد. روستای کلات در مسیر ساحلی استان بوشهر بعد از روستاها و بنادر دلوار، محمدعامری، باشی، دل آرام، بوجیکدان، بربو، رستمی، گاهی، ابوالخیر، عامری، خورشهاب، بنجو، سالم آباد، کری، کلات، هدکان، چاه پهن قرار دارد. شغل اکثر افراد در این روستا صیادی و تجارت با کشورهای اسلامی حاشیه خلیج همیشه فارس است. از مناطق گردشگری و توریستی آن که کنار دریا واقع شده‌اند به نامهایی چون خنیا (kheniya)، مهره (mehreh)و سرپوزه (serpoozeh) می‌توان اشاره کرد. از مناطق دیگر که بیشتر جنبه تاریخی دارند، بتیه (betiyeh)، تُل سفری (tol seferi)، نودرار (noderar)، سارخره (sarkhrarreh)، پیره (peyrah) را می‌توان نام برد.
وجود امامزاده بی بیا (بی بی حلیمه خاتون) در این روستا که مردم این روستا اعتقاد خاصی به آن دارند چهره خاصی با گنید سبز رنگش به روستا بخشیده‌است.

## امکانات خدماتی، رفاهی و فرهنگی
روستای کلات مانند تمام روستای خط ساحلی استان بوشهر از ساحلی زیبا برخوردار است که می‌تواند مکانی برای سرگرمی، تفریح و شنا محسوب شود. اما از امکانات موجود در روستا می‌توان به موارد زیر اشاره کرد:
- از نظر آموزشی:دارای یک مدرسه دبستان (شهید چمران کلات) می‌باشد.[۶]
- از نظر بهداشتی:دارای یک خانه بهداشت که مسئول آن خانم پریزاد درازی نژاد مقدم و آقای علی مهدوی کیا می‌باشند.[۷]
- از نظر فرهنگی و مذهبی:دارای یک مسجد (صاحب الزمان "عج") در جنوب روستا می‌باشد که ساختمان خانه قرآنی ضحی نیز در این مسجد بناشده است[۸] و مسجد دیگری نیز در شمال روستا در دست ساخت قرار دارد. حسینیه روستا نیز که به نام سیدالشهداء نامگذاری شده‌است در قسمت شمالی روستا واقع شده‌است. امامزاده بی بیا نیز که قبلاً به آن اشاره شد در قسمت شرقی روستا واقع گردیده‌است.[۹]